# Palácio da Independência
O Palácio da Independência  é um monumento histórico, classificado como Monumento Nacional, situado no Largo de São Domingos, junto ao Largo do Rossio, em Lisboa.
Era, antigamente, também chamado, por isso, de Palácio do Rossio, ou de Palácio de São Domingos
. Atualmente é também conhecido por Palácio Almada por ter pertencido, desde o século XV até à altura da sua compra pelo Estado Português, à família Almada (detentora da representação do título conde de Almada e Abranches). Há entrada, no cimo, ainda está a antiga pedra de armas com o seu brasão. 
Por vezes também chamado por Palácio da Restauração, pois nesta sua casa que D. Antão de Almada e os 40 conjurados planearam a última reunião que deu origem à Restauração da Independência de Portugal, no dia 1 de Dezembro de 1640, com o derrube do jugo filipino e com a aclamação a rei de D. João IV.
Encontra-se inserido em pleno antigo centro histórico da cidade de Lisboa, no Largo de São Domingos e à entrada das Portas de Santo Antão, implantado num terreno com declive ascendente para Este que confronta a noroeste com a Praça do Rossio. Está encostado à Cerca Fernandina que ainda aí se conserva quando em 1509 esta propriedade foi aumentada nuns quintais a Norte.

## Arquitectura
Apesar ser dos mais representativos exemplos arquitecturais seiscentistas em Portugal, resultante de intervenções manuelinas e maneiristas, ainda mantém vivo um estilo anterior, que provinha dos palácios árabes, com o pátio interior e jardim.
Da primitiva construção seiscentista subsistem dois portais, no patamar da escadaria que conduz ao andar nobre e é um dos raros palácios que conserva chaminés monumentais desse tempo, conforme apurado pelo estudo da planta de Lisboa feita por Júlio de Castilho atestando que já em 1572 as ostentava. Estas são enormes e de cones facetados, à semelhança das do Palácio Nacional de Sintra e que são da mesma época.
No séc. XVIII, beneficiou de obras de remodelação e embelezamento. As obras realizadas em 1940 produziram inúmeras alterações no palácio, tendo sido preconizadas no sentido de nobilitar o edifício, de acordo com os ideais do Estado Novo em relação ao património artístico português.
O Palácio dos Condes de Almada possui planta rectangular irregular, composta por vários corpos interligados. Nos alçados de dois e três pisos, inscrevem-se janelas simples, possuindo o palácio um conjunto de onze varandas. A fachada principal, orientada a sul, é composta por dois pisos e está antecedida por um terreiro guarnecido de uma cortina de gradeamento, formando um semi-círculo. O portal seiscentista é encimado por uma varanda balaustrada, sobre a qual se inscreve o brasão de armas dos Almadas e Abranches. O portal é seguido de três arcos de volta abatida que dão acesso ao pátio central. Na face poente do pátio inscreve-se um duplo portal, com quatro colunas e verga de relevo arquitectónico, encimado por quatro janelas, que dá acesso ao espaço interior; a nascente, encontra-se uma escadaria exterior, construída em 1940. As escadas atingem um terraço que tem por fundo o pano exterior da primitiva cozinha donde se elevam as duas chaminés, constituídas por duas pirâmides octogonais e encimadas por ameias; no interior das chaminés chegaram a habitar várias famílias. A face norte do pátio é servida por escada que dá acesso a um pátio interior, no andar superior, onde se inscrevem duas portas manuelinas. Através deste pátio alcança-se o espaço ocupado pelos antigos jardins e que é actualmente ocupado por um barracão em ruínas, que foi uma Central Eléctrica. Junto á muralha fernandina, que se encontra ao fundo, está o sítio onde se reuniam os Conjurados de 1640; é aqui que se inscreve uma fonte constituída por uma pia manuelina encimada por uma bica de pedra, representando o rosto de um anjo.
Importa ainda referir que este Palácio tinha no seu interior um antigo poço, com mina de água de pequeno caudal, hoje tapado com um vidro.

## Evolução Histórica e Patrimonial
Há conhecimento de um pergaminho do ano de 1467 referente à sua compra, pelo D. conde D. Fernando de Almada e Avranches, capitão-mor de Portugal, e sua mulher,  ao fidalgo D. Nuno de Barbudo, altura em que passou para a mão da referida família, passando a ser a sua «casa-mãe» ou «solar».
Durante a propriedade de D. Lourenço de Almada, 9.º conde de Avranches, possivelmente por imposição da sua trajetória ultramarina de governador da Madeira, Angola e do Brasil, respetivamente, este terá se ausentado do palácio e, nessa altura, vemo-lo cedido para acolhimento do agregado do conde de Redondo, D. Fernando de Sousa Castelo Branco Coutinho e Menezes, onde permaneceu pelo menos entre 1695 e 1698, enquanto este desempenhou o cargo de provedor da Irmandade da Misericórdia de Lisboa e serviu o cargo de provedor do Hospital Real.

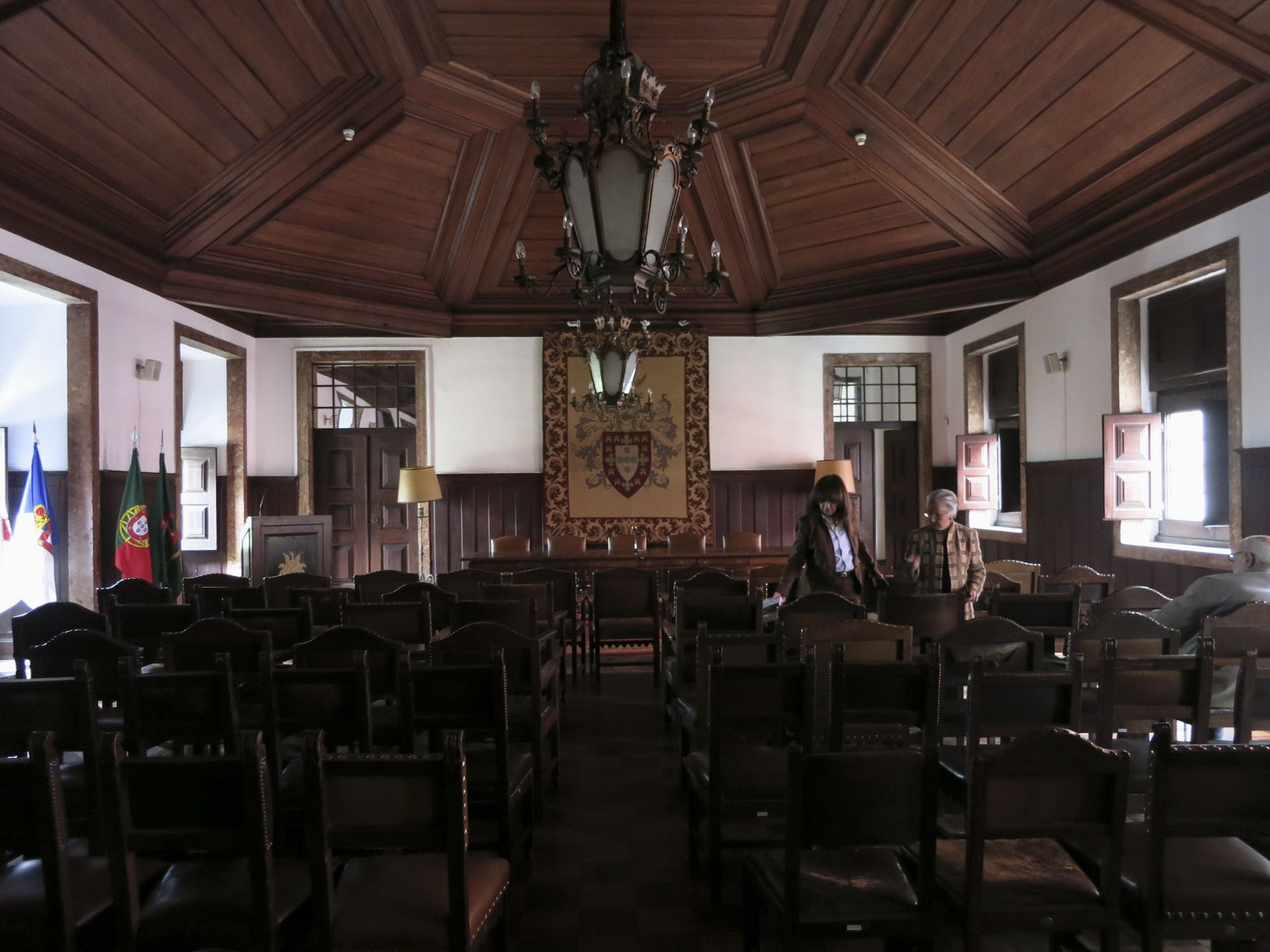
Palácio da Independência, Lisboa

Em 8 de Maio de 1713, a Câmara de Lisboa recebeu o pedido d o mesmo D. Lourenço para que lhe fosse cedido algum chão público para alinhar a frente deste palácio.
Nesta altura é que terá surgido o grande edifício da frente, a frontaria do Palácio, que hoje vemos da rua, articulado em duas fachadas rigorosamente estruturadas, maior e mais de acordo com as exigências do século XVIII, com planta rectangular centralizada num pátio interior concebido para permitir a circulação de carruagens. Mesmo assim há todo nele um algum cuidado para manter a austeridade exigida numa família tradicional e porque ainda não é obra do barroco rococó. No exterior do imóvel surge, com uma ausência quase total de ornamentação, e animadas pela abertura de filas de janelas de sacada com moldura rectangular, concentradas num amplo portal, sobreposto por uma varanda de balaústres para a qual abre o janelão central do andar nobre, encimado pela pedra-de-armas com o brazão dos Almada, em pleno.
Assim como terão realizadas algumas decorações como a azulejaria joanina assinada por Gabriel del Barco.
Dado que foi pouco afetado pelo Terramoto de 1755, foi o palácio aproveitado imediatamente para recolher alguns doentes do Hospital de Todos os Santos, seu vizinho. Em 5 de maio de 1758, e por despacho de El-Rei, foi alugado para outros serviços públicos como o Casa da Suplicação, o Depósito Público da Côrte e o Depósito Público de Lisboa, assim como, o Senado Municipal  e, até ao ano de 1774, com o seu Arquivo Municipal de Lisboa.
Nesse ano de 1774, sendo ainda o seu proprietário D. Antão de Almada, descendente do referido primeiro seu homónimo, que exercia o cargo de mestre-sala de D. José I, regressado dos Açores do qual tinha sido o primeiro capitão-general, voltou a habitar o palácio realizando obras de embelezamento do jardim e colocando uns painéis de azulejos alusivos à Restauração.
Contudo, em 21 de Fevereiro de 1824, já não é habitado pelos condes de Almada  que em  9 de Setembro de 1833, estes aparecem aos olhos da recente governação liberal como "rebeldes". Foi essa altura que este edifício terá sido ocupado, pelas forças liberais que tinham entrado em Lisboa em 24 de Julho, e ao que tudo indica pelas palavras apresentadas por D. Maria Francisca, condessa de Almada,  «à força» e sem o consentimento da família Almada, nomeadamente pela Comissão Geral dos Estudos. Tornou-se assim residência do conhecido escritor Almeida Garrett, que havia sido nomeado vogal-secretário dessa Comissão de reforma dos estudos, por decreto de 2 de Novembro de 1833 após a sua participação no Cerco do Porto. Embora mais tarde tivesse sido recuperada a plena propriedade de direito hereditário, este palácio nunca mais foi usado como habitação própria principal pela família Almada, passando pelas mãos de sucessivos inquilinos.
Em 1866, o Centro Promotor dos Melhoramentos das Classes Laboriosas tinha aqui uma sala, a qual serviu de sede ao Clube Militar Naval e na qual o doutor Francisco Frederico Hopffer, após cursar a Escola Médico-cirúrgica de Lisboa e  se doutorar pela Universidade de Bruxelas, passou a dar um curso sobre higiene popular  .
De 1890 a 1900 albergou o Museu Agrícola e Florestal de Lisboa, distribuído por sete salas etiquetadas com designações de zonas agronómicas e exemplares em ordem de produtos cultivados, e que por fim, seria sujeito à transferência das suas instalações para o Pavilhão da Real Tapada da Ajuda.
Por esta altura, as suas instalações  serviram igualmente para o Liceu Francês.
Quando se deu o golpe militar de 5 de Outubro de 1910, que deu origem à República Portuguesa, estava aí instalado o quartel-general da 1.ª divisão militar de Lisboa que se rendeu nessa altura.
Em 1922, o senador Coronel Ramos da Costa, na qualidade de presidente da Comissão Central 1º de Dezembro, apresentou ao Senado da República um projeto-lei no sentido do imóvel ser considerado Monumento Nacional e com a proposta de adquiri-lo à família Almada, recorrendo-se para o efeito a uma emissão especial de selos comemorativos da Independência de Portugal a partir de 1925.
Anos depois esta propriedade acaba mesmo por ser expropriada, numa acção legitimada por Decreto de 30 de Maio de 1939, em que o Ministério das Finanças autoriza a Direcção Geral da Fazenda Pública a adquiri-lo para a Colónia Portuguesa do Brasil, que estava animada em apoiar e engrandecer a iniciativa patriótica de comemorar o Duplo Centenário da Independência de Portugal (1140-1640), a fim de ela o doar ao Estado, com todas as suas pertenças, servidões e acessões, para nele serem instalados a sede da Mocidade Portuguesa (M. P.), o Museu da Restauração e a Sociedade Histórica da Independência de Portugal. 
No entanto, em 5 de Junho do mesmo ano surge um decreto retificativo que determina que o Palácio seja apenas entregue como parte integrante do património da referida colónia para esta a doar ao Estado, sem outro fim. Por sua vez, em 24 de Novembro de 1940, é passado para a tutela administrativa da mesma Sociedade Histórica (SHIP), de acordo  com o objetivo de todos os envolvidos.
Essa associação já aí estava instalada há muito, desde 1861, pois era denominação da já referida Comissão Central do 1.º de Dezembro de 1640 e sob a direcção de Feliciano de Andrade Moura, entre os vários patriotas que a fundaram aí, por vontade de Luís de Castro Guimarães, o seu arrendatário ou seu familiar nessa época, e com o apoio provável do conde de Almada de então. Nesse âmbito desenvolve várias actividades culturais, desportivas e recreativas, e partilhando o espaço com diferentes entidades cuja principal missão seja a de valorizar a identidade da nação portuguesa, perante o seus e perante o estrangeiro.
Após o 25 de Abril de 1974 o palácio viu-se invadido à força para instalar a Associação dos Deficientes das Forças Armadas, por imposição do Movimento das Forças Armadas. Antes dela era a Mocidade Portuguesa assim como a sua Liga dos Antigos Graduados da Mocidade Portuguesa que editava um boletim informativo denominado "Facho" e outras associações do Estado Novo, entretanto desaparecidas após a referida revolução de 25 de Abril de 1974, que tinham aí sua sede.
Só em 1983, por despacho do então Secretário de Estado das Finanças, é determinado que o Palácio, na sua totalidade, seja novamente cedido para a Sociedade Histórica da Independência de Portugal como sendo a entidade legítima para ocupar o edifício, tendo sido elaborado um Auto de Cessão a título precário e gratuito, incluindo as tais dependências ocupadas pela Associação dos Deficientes das Forças Armadas, que aí se mantiveram parcialmente ainda até 1993, dando início a algumas obras de instalação de serviços administrativos, locais de conferencias e um museu da Restauração de Portugal.
Nos anos de 1988 a 1991 fizeram-se-lhe várias obras de recuperação e melhoramento.
Nomeadamente a entrada em execução do projeto da remodelação do jardim, pelo arquiteto paisagista Edgar Sampaio Fontes, com a demolição de uma pesadíssima central eléctrica da CRGE que estava no seu interior; sendo feito o restauro da muralha fernandina que o cerca e dos seus painéis de azulejos dos finais do século XVIII; foi  ainda desimpedido o acesso à sua cozinha manuelina e as arcadas da Rua Portas de Santo Antão foram fechadas com vidro.
Hoje estão aí igualmente instaladas, entre outros, por concordância e vontade da SHIP, o Museu da Identidade Lusíada, assim como as sedes da Comissão Portuguesa de História Militar, do Ministério da Defesa Nacional, mais o Centro de Filosofia Luso-Brasileira, o Centro de Cultura Pedro Hispano, o Guião - Centro de Estudos Portugueses, o Movimento Internacional Lusófono, a Nova Portugalidade e uma delegação da Universidade Sénior da Amadora.